# Bernhard Claußen
Bernhard Claußen (* 7. April 1948 in Hamburg) ist Diplompädagoge und Professor für Erziehungswissenschaft am Institut für Didaktik der Politik an der Universität Hamburg.

## Tätigkeiten
Bernhard Claußen ist Haupt- und Realschullehrer sowie Diplompädagoge. Er wurde 1974 zum Dr. phil. promoviert und habilitierte sich 1980 an der Universität Gießen für Didaktik der Sozialwissenschaften zum  Dr. phil. habil. Seit dem 11. März 1977 ist er Professor für Erziehungswissenschaft unter besonderer Berücksichtigung der Vor- und Grundschulpädagogik an der Universität Hamburg. Im Jahre 2013 wurde er in den Ruhestand versetzt.
Claußen ist freier Mitarbeiter verschiedener Trägereinrichtungen zur sozialwissenschaftlichen Weiterbildung und zur politischen Jugend- und Erwachsenenbildung, außerdem arbeitete er im ETHICA mit (eine interdisziplinäre Quartalschrift für Verantwortung in Wissenschaft, Forschung, Lehre und Verhalten, die von 1993 bis 2017 in Innsbruck erschien), ist Mitglied im Berufsverband Deutscher Soziologinnen und Soziologen und in der Gesellschaft Politiklehrender. Seine Arbeitsschwerpunkte sind fachliche und didaktisch-methodische Grundlagen der Politischen Bildung, Theorie und Praxis der politischen Sozialisation sowie Problemfelder einer demokratischen Politischen Kultur, Politikwissenschaft, Pädagogik und politische Dimensionen kritisch-emanzipatorischer Gesellschaftstheorie.
Bernhard Claußen ist Herausgeber/Schriftleiter der Sozialwissenschaftlichen Umschau der Studiengesellschaft für Sozialwissenschaft und Politische Bildung.

## Arbeitsschwerpunkte

### Politische Bildung

#### Inhalt
Der Sinn der politischen Bildung ist es, dem Menschen politische Sachverhalte näher zu bringen. Durch Bewusstseinserweiterung sollen die Merkmale und Chancen politischer Veränderungen verdeutlicht werden mit dem Ziel, Kompetenz in der Bewertung und Handhabung politisch relevanter Situationen zu gewinnen, primär in der demokratischen Regelung öffentlicher Angelegenheiten. Gegenstände sind Schlüsselprobleme, die auf das Leben einwirken und den Menschen als soziales und personales Wesen (Gerhard Wurzbacher) beeinflussen.

#### Position
Claußen betont die Relevanz der Politischen Bildung in Hinsicht auf die Deutsche Wiedervereinigung. Laut Claußen ist der Wiedervereinigungsprozess noch längst nicht abgeschlossen, im Gegenteil bedürfe er wieder viel mehr Aufmerksamkeit und einer genaueren, detaillierten Darstellung, in der Öffentlichkeit und Fachwelt. Andernfalls bestehe die Gefahr, dass unerkannte, da unbehandelte Faktoren die Vereinigung in negativer Art und Weise beeinträchtigten. Als vernachlässigte Faktoren nennt er die wirtschaftliche und gesellschaftliche Vereinheitlichung, gestaute und geballte Gefühle sowie verzerrte Wahrnehmungen seitens der Ostdeutschen und Westdeutschen. Ausschlaggebend jedoch sei die Einheit des Volkes, und deswegen müsse dieses eingebunden werden, es müsse angesichts dieser spannungsgeladenen Herausforderung partizipieren.
Ein anderer Schwerpunkt Claußens betrifft den Umweltsektor: Er sieht den Gentechnologie-Diskurs als vernachlässigt an. Während am Anfang der 90er Jahre noch erörtert wurde, welche Risiken und welche Vorteile die Gentechnik berge, sei schon drei Jahre später die Diskussion erloschen aufgrund von wirtschaftlichen Interessen (Standortsicherung und Konkurrenzfähigkeit im internationalen Wettbewerb). Da auch eine eindeutige Abneigung der Bevölkerung gegen die Gentechnologie ignoriert werde, sieht
Claußen hierbei nicht nur die Vernachlässigung der Diskussion als Gefahr, sondern auch den Sinn einer solchen Diskussion an sich gefährdet, wenn dabei ihre Bedenken ganz und gar überhört werden.

### Politische Sozialisation

#### Inhalt
Die Politische Sozialisation beschreibt einen lebenslangen, individuell unterschiedlich verlaufenden und sehr komplexen Prozess, der, geprägt von psychischen und umweltbedingten Faktoren, die Entstehung und Veränderung von politischen Dimensionen im menschlichen Individuum beinhaltet. Jede Wechselwirkung zwischen Individuen und ihrer politischen Umgebung bzw. der sozialen, kulturellen, ökonomischen und zivilisatorischen Umgebung,  beeinflussen die geistige, emotionale und operative Gesinnung dieser Individuen.
Unter welchen Bedingungen und mit welchen Ausprägungen diese entweder selbstständige oder gemeinschaftliche Entwicklung verläuft, ist eine der zentralen Fragestellungen des Faches.
In den 60er Jahren etablierte sich die Fachrichtung der Politischen Sozialisation an den amerikanischen Hochschulen, zunehmend dann auch an deutschen Hochschulen. Seitdem findet sie ihre Anwendung nicht nur in der Politischen Bildung, sondern auch in der Praxis der Politik.
Gerade in Zeiten von politischen Systemveränderungen (Zusammenbrüche, Umbrüche, Entstehung von nichtstaatlichen und internationalen Kollektiven) sind grundlegende Erkenntnisse und Gegenstände der Politischen Sozialisation eine Hilfestellung zur Bewältigung solcher Neustrukturierungen (zum Beispiel müssen anhand von Erkenntnissen über und Wirkungen von Sozialisationsfaktoren neue Möglichkeiten und Instanzen in Ländern mit ehemals unterdrückter Bevölkerung geschaffen werden, die zum Beispiel der politischen Bildung verpflichtet sind). Die Gestaltung, Beschaffenheit und Ausrichtung solcher Einrichtungen ist Teil der praktischen Sozialisation.
Am Beispiel der Basic Education bei Mahatma Gandhi hat Bernhard Claußen in der wissenschaftlichen Reihe Studien zur Politikdidaktik einen pädagogischen Ansatz gefördert.

#### Position
Laut Claußen ist die gesellschaftliche Praxis und die wissenschaftliche Theoriebildung über politische Sozialisation sehr problematisch.
Bei der Theorie stehe man vor dem Problem, dass durch die lose Verknüpfung zu etablierten Wissenschaften die Politische Sozialisation als Querschnittsaufgabe nur wenig direkte Erwähnung finde und wenn überhaupt, meist überlagert werde von dem Bezug des Gegenstandes zu dem eigentlichen Ausgangsproblem. Des Weiteren herrsche in der Allgemeinheit eine negative Begrifflichkeit durch Assoziation mit unkonventionellem, unerwünschtem politischem Denken, bzw. verschiedenen Verständnissen von Politisierung (Politisierung als vermehrte Intervention des Staates, Politisierung als geheime erzieherische Maßnahme der staatlichen Institutionen etc.). Letztendlich fehle eine  vollkommene Identifikation ihrer selbst (der politischen Sozialisation) als Instrument der Politikvermittlung mit dem Bewusstsein der Reichweite und Konsequenzen ihrer Einflussnahme.
Die Praxis stehe vor dem Problem der verschiedenen Zuständigkeitsbereiche bzw. Sozialisationsfaktoren und deren Ausgestaltung. Claußen spricht sich dafür aus, einen weiten Instanzenbegriff zu verwenden, der die einzelnen Sozialisationsfaktoren in verschiedene Klassen typologisiert.
Als da wären:
- Zentrale Instanzen mit Primär- und Verstärkungseffekt zur Grundlegung der Politisierung. Hierzu zählen grundlegende Lebensräume, die jedem Individuum zugänglich sind bzw. waren: Familie, Schule, Cliquen bzw. Freundschaften, Arbeitsplatz, Zugang bzw. Beeinflussung von Massenmedien usw.
- Instanzen mit pädagogischer Relevanz als direkte oder indirekte Ergänzung der politischen Sozialisation. Hierzu zählen Einrichtungen, deren Absolvierung/Besuch keinesfalls Voraussetzung oder Pflicht ist: Jugendfreizeitaktionen (Sportvereine etc.), außerschulische Stätten wie Volkshochschulen, Hochschulen, staatliche Einrichtungen zur Ableistung von Wehr- oder Zivildienst oder auch Strafvollzug oder Krankenhäuser usw.
- Instanzen der Sozialisationsstandards (Hierzu zählen alle kurz- oder langfristigen Lebensumstände, die die Existenz sichern oder bedrohen), mit extremen Einfluss auf die zentralen und pädagogisch relevanten Instanzen:

– die wirtschaftlichen Rahmenbedingungen und die eigene wirtschaftliche Lage
– der daraus resultierende Lebensstil inklusive Zugang zu diversen Einrichtungen, Geldausgabemöglichkeiten etc.
–religiöse oder kulturelle Prinzipien
Meistens sind dies Faktoren, die allgegenwärtig sind, jedoch nicht als so wahrgenommen werden, auch die Auswirkungen machen sich eher indirekt bemerkbar.
- Elemente des politischen Systems, die die anderen Instanzen umfassen und direkte Auswirkungen auf die politische Sozialisation haben. Hierzu zählen staatliche Institutionen (die zum Beispiel die Rahmenbedingungen für alle oben genannten Instanzen festlegen) und Bürgerbewegungen (zum Beispiel Massendemonstrationen, die den Handlungsspielraum der Politiker einengen), sowie Ordnungsprinzipien wie beispielsweise der Parlamentarismus. Wichtig ist, dass diese Instanzen Realität sind, d. h., sie sind nicht nur Thema, sondern direkt erfahrbar, außerdem sind immer nur kleine elitäre Gruppen an ihr beteiligt.

## Veröffentlichungen
- Vorschule, Emanzipation und politisch-soziale Erziehung (1973)
- Materialien zur politischen Sozialisation (1976)
- Zur Theorie der politischen Erziehung im Elementar- und Primarbereich (1977)
- Sozialerziehung und politisches Lernen im Elementarbereich (1978)
- Aspekte politischer Pädagogik (1979)
- Kritischen Erziehungswissenschaft (1979)
- Politische Sozialisation in Theorie und Praxis (1980)
- Methodik der politischen Bildung (1981)
- Kritische Politikdidaktik (1981)
- Politisches Lernen durch visuelle Kommunikation (1982)
- Handbuch der politischen Sozialisation (1982)
- Sexualerziehung kontrovers (1982)
- Didaktische Konzeptionen zum sozialen Lernen (1984)
- Politische Bildung und Kritische Theorie (1985)
- Familiencircusse – Kulturarbeit ohne Netz und doppelten Boden? (1986)
- Didaktik und Sozialwissenschaften (1987)
- Entwicklung und Erprobung eines informellen Tests für den Politikunterricht (1988)
- Political Socialization of the Young in East and West (1990)
- Entwicklung der Demokratie und Politische Erwachsenenbildung (1991)
- Politik im Lehramtsstudium (1993)
- Bewältigungen (1995)
- Grundzüge der Politikwissenschaft (1995)
- Politische Bildung und Frauenemanzipation (1998)
- Politische Persönlichkeit und politische Repräsentation (1998)
- Umweltpädagogische Diskurse (2000)
- Texte zur politischen Bildung I, II, III (2002)
- Politische Bildung (2001)
- Die Politisierung des Menschen (2001)
- Krise der Politik – Politische Bildung in der Krise (2001)
- Politik – Bildung – Gesellschaft. Für Wolfgang Lobeda zum 70. Geburtstag (2002)
- Familie als Politikum (2002)